# Liste des titres musicaux numéro un en Autriche en 1981
Cette page liste les titres numéro un dans les meilleures ventes de disques en Autriche pour l'année 1981.

## Classement des singles
| №  | Date          | Artiste                             | Titre                           |
| -- | ------------- | ----------------------------------- | ------------------------------- |
| 1  | 1er janvier   | Barbra Streisand                    | Woman in Love                   |
| 2  | 15 janvier    | John Lennon                         | (Just Like) Starting Over       |
| 3  | 1er février   | Frank Duval & Orchestra             | Angel of Mine                   |
| 4  | 15 février    | Frank Duval & Orchestra             | Angel of Mine                   |
| 5  | 1er mars      | Jona Lewie                          | Stop the Cavalry                |
| 6  | 15 mars       | Frank Duval & Orchestra             | Angel of Mine                   |
| 7  | 1er avril     | Queen                               | Flash                           |
| 8  | 15 avril      | Phil Collins                        | In the Air Tonight              |
| 9  | 1er mai       | Joe Dolce Music Theatre (en)        | Shaddap You Face                |
| 10 | 15 mai        | Bucks Fizz                          | Making Your Mind Up             |
| 11 | 1er juin      | Bucks Fizz                          | Making Your Mind Up             |
| 12 | 15 juin       | Bucks Fizz                          | Making Your Mind Up             |
| 13 | 1er juillet   | Stars on 45 (nl)                    | Stars on 45                     |
| 14 | 15 juillet    | Stars on 45 (nl)                    | Stars on 45                     |
| 15 | 1er août      | Rainhard Fendrich                   | Strada del sole                 |
| 16 | 15 août       | Rainhard Fendrich                   | Strada del sole                 |
| 17 | 1er septembre | Rainhard Fendrich                   | Strada del sole                 |
| 18 | 15 septembre  | Rainhard Fendrich                   | Strada del sole                 |
| 19 | 1er octobre   | Peter Cornelius                     | Du entschuldige – i kenn' di    |
| 20 | 15 octobre    | Peter Cornelius                     | Du entschuldige – i kenn' di    |
| 21 | 1er novembre  | Peter Cornelius                     | Du entschuldige – i kenn' di    |
| 22 | 15 novembre   | Fred Sonnenschein und seine Freunde | Ja, wenn wir alle Englein wären |
| 23 | 1er décembre  | Fred Sonnenschein und seine Freunde | Ja, wenn wir alle Englein wären |
| 24 | 15 décembre   | Fred Sonnenschein und seine Freunde | Ja, wenn wir alle Englein wären |

## Classement des albums
| №  | Date          | Artiste                 | Titre                            |
| -- | ------------- | ----------------------- | -------------------------------- |
| 1  | 1er janvier   | Barbra Streisand        | Guilty                           |
| 2  | 15 janvier    | John Lennon             | Double Fantasy                   |
| 3  | 1er février   | John Lennon             | Double Fantasy                   |
| 4  | 15 février    | Die Schlümpfe           | Hitparade der Schlümpfe          |
| 5  | 1er mars      | Karel Gott              | Guten Abend, gute Laune          |
| 6  | 15 mars       | Die Schlümpfe           | Hitparade der Schlümpfe          |
| 7  | 1er avril     | Queen                   | Flash Gordon                     |
| 8  | 15 avril      | Frank Duval & Orchestra | Angel of Mine                    |
| 9  | 1er mai       | Die Schlümpfe           | Hitparade der Schlümpfe          |
| 10 | 15 mai        | Howard Carpendale       | Meine schönsten Lieder           |
| 11 | 1er juin      | Howard Carpendale       | Meine schönsten Lieder           |
| 12 | 15 juin       | ABBA                    | A wie ABBA                       |
| 13 | 1er juillet   | ABBA                    | A wie ABBA                       |
| 14 | 15 juillet    | ABBA                    | A wie ABBA                       |
| 15 | 1er août      | ABBA                    | A wie ABBA                       |
| 16 | 15 août       | Regenbogen              | Zwischen Regen und Sonne         |
| 17 | 1er septembre | Compilation             | Hitrider                         |
| 18 | 15 septembre  | Compilation             | Hitrider                         |
| 19 | 1er octobre   | Compilation             | High Life - 20 Original Top Hits |
| 20 | 15 octobre    | Compilation             | High Life - 20 Original Top Hits |
| 21 | 1er novembre  | Wolfgang Ambros         | Selbstbewußt                     |
| 22 | 15 novembre   | James Last              | Schließ die Augen, laß dich…     |
| 23 | 1er décembre  | Compilation             | Italo Hit Festival               |
| 24 | 15 décembre   | Queen                   | Greatest Hits                    |